# Phaneromerium obtusangulum
Phaneromerium obtusangulum är en mångfotingart som beskrevs av Carl 1914. Phaneromerium obtusangulum ingår i släktet Phaneromerium och familjen Fuhrmannodesmidae. Inga underarter finns listade i Catalogue of Life.